# Megateg
Megateg bartholomai là một chi nhện trong họ Zoropsidae. Chi này được Raven & Stumkat miêu tả năm 2005.

## Các loài
- Megateg bartholomai Raven & Stumkat, 2005
- Megateg covacevichae Raven & Stumkat, 2005
- Megateg elegans Raven & Stumkat, 2005
- Megateg gigasep Raven & Stumkat, 2005
- Megateg lesbiae Raven & Stumkat, 2005
- Megateg paulstumkati Raven & Stumkat, 2005
- Megateg ramboldi Raven & Stumkat, 2005
- Megateg spurgeon Raven & Stumkat, 2005